# Bridgeport (Connecticut)
Bridgeport is een stad in de Amerikaanse staat Connecticut en telt 139.529 inwoners (telling: 2000). Het is hiermee de 152e stad in de Verenigde Staten (2000). De oppervlakte bedraagt 41,4 km², waarmee het de 226e stad van het land is.

## Demografie
Van de bevolking is 11,5 % ouder dan 65 jaar en bestaat voor 29 % uit eenpersoonshuishoudens. De werkloosheid bedraagt 4,3 % (cijfers volkstelling 2000).
Ongeveer 31,9 % van de bevolking van Bridgeport bestaat uit hispanics en latino's, 30,8 % is van Afrikaanse oorsprong en 3,3 % van Aziatische oorsprong.
Het aantal inwoners daalde van 141.555 in 1990 naar 139.529 in 2000.

## Klimaat
In januari is de gemiddelde temperatuur -1,7 °C, in juli is dat 23,2 °C. Jaarlijks valt er gemiddeld 1058,2 mm neerslag (gegevens op basis van de meetperiode 1961-1990).

## Plaatsen in de nabije omgeving
De onderstaande figuur toont nabijgelegen plaatsen in een straal van 24 km rond Bridgeport.

## Bekende inwoners van Bridgeport

### Geboren
- Harry Porter (1882-1965), atleet
- Robert Mitchum (1917-1997), acteur
- Larry Kramer (1935-2020), (toneel)schrijver en homoactivist
- Big Bill Bissonnette (1937-2018), jazzmuzikant
- Brian Dennehy (1938-2020), acteur
- Richard Belzer (1944-2023), stand-upcomedian, schrijver en acteur
- John Ratzenberger (1947), acteur
- Bill Smitrovich (1947), acteur
- John Mayer (1977), gitarist/singer-songwriter
- Alexandra Breckenridge (1982), actrice